# Шаденак
Шадена́к (фр. Chadenac) — коммуна во Франции, находится в регионе Пуату — Шаранта. Департамент коммуны — Шаранта Приморская. Входит в состав кантона Пон. Округ коммуны — Сент.
Код INSEE коммуны — 17078.

## Население
Население коммуны на 2010 год составляло 393 человека.
| 1962 | 1968 | 1975 | 1982 | 1990 | 1999 | 2010 |
| ---- | ---- | ---- | ---- | ---- | ---- | ---- |
| 548  | 531  | 473  | 429  | 424  | 425  | 393  |